# باي داي 3
باي داي 3 (بالإنجليزية: Payday 3)‏ هي لعبة فيديو قادمة من نوع تصويب منظور الشخص الأول من تطوير شركة أوفركيل سوفتوير. من المقرر صدور اللعبة في 2023  وستكون متوفرة على أجهزة مايكروسوفت ويندوز، لينكس، بلاي ستيشن، إكس بوكس ونينتندو سويتش.